# Djævlemuren
Djævlemuren (tjekkisk: Čertova Stena) er en komisk romantisk opera i tre akter med musik af Bedřich Smetana og libretto af Eliska Krásnohorská, deres tredje samarbejde om en opera. Handlingen bygger på en tjekkisk legende om en klippe over floden Vltava nær det gamle kloster Vyšši Brod, hvor djævelen efter sigende skulle have stoppet bygningen af klosteret ved opstemning af floden, som derefter steg og oversvømmede området.
Krásnohorská havde oprindelig en intention om at skabe et værk i en alvorlig tone, en symbolsk fremstilling af konflikten mellem kirken og djævelen. I modsætning hertil Smetana ønskede en mindre seriøs tilgang til stoffet. Hun accepterede komponistens krav og fremstillede en synopsis i overensstemmelse hermed, men så ændrede Smetana sine tanker om historien. Han omarbejdede plottet, så den unge pige, Hedvika, blev til en erstatning for Lord Voks afdøde første kone, og historien blev således mere alvorlig. Smetanas egenrådige fremfærd betød, at Krásnohorská og Smetana ikke havde kontakt i halvandet år; Smetana foretog væsentlige ændringer Krásnohorskás libretto uden at spørge hende til råds og slettede op mod 500 af hendes oprindelige vers.
Smetana afsluttede første akt i marts 1881 og anden akt i april 1882. Operaen blev uropført den 29. oktober 1882 på Nové České Divadlo (Nyt tjekkisk teater) i Prag. Premieren var ikke vellykket; iscenesættelsen voldte vanskeligheder med meget forskelligt udseende sangere, som ifølge historien skulle ligne hinanden. På trods af spændingerne mellem librettist og komponist, mødte Krásnohorská op ved premieren og forsvarede Smetana og tav overfor den kritik, der blev rettet mod librettoen af de forandringer, Smetana havde foretaget, og som hun ikke kendte til eller havde godkendt.
Den første britiske produktion fandt sted på University College Opera i London i februar 1987.

## Roller
| Rolle            | Stemmetype | Originalbesætning, 29. oktober 1882 (Dirigent: Adolf Cech) |
| ---------------- | ---------- | ---------------------------------------------------------- |
| Lord Vok         | Baryton    | Josef Lev                                                  |
| Záviš            | Alt        | Betty Fibichová                                            |
| Jarek            | Tenor      | Antonín Vavra                                              |
| Rarach, Djævelen | Bas        | Josef Chlumeckÿ                                            |
| Hedvika          | Sopran     | Irma Reichová                                              |
| Katuška          | Sopran     | Marie Zofie Sittová                                        |
| Michǎlek         | Tenor      | Adolf Krössing                                             |
| Beneš            | Bas        | Frantisek Hynek                                            |

## Diskografi
- 1960, Zdeněk Chalabala (dirigent), Orkestret og koret ved nationalteatret i Prag; Václav Bednar (Vok Vítkovic), Ivana Mixová (Záviš Vítkovic), Ivo Žídek (Jarek), Milada Šubrtová (Hedvika), Antonín Votava (Michálek), Libuše Domanínská (Katuška), Karel Berman (Benes), Ladislav Mraz (Rarach)